# Amata albifrons
Amata albifrons är en fjärilsart som beskrevs av Moore 1878. Amata albifrons ingår i släktet Amata och familjen björnspinnare. Inga underarter finns listade i Catalogue of Life.